# Canal del Esla
El canal del Esla es una obra hidráulica con fines irrigadores e industriales situado entre las provincias de León y Zamora, en la comunidad autónoma de Castilla y León. El aprovechamiento de las aguas del río Esla en la Vega de Toral es muy antiguo, y puede rastrearse documentalmente al menos desde el siglo X. El principal cauce realizado en esta zona en la Edad Media es el llamado de los Molinos de Valencia de Don Juan, existente al menos desde el siglo XV. Proyectos ilustrados trataron de mejorar los cauces extraídos del Esla en la Vega de Toral hasta que finalmente, durante el reinado de Isabel II, se aprobará la construcción del canal del Esla. Como posteriormente esta obra se modificaría sustancialmente, al actual se denomina a veces nuevo canal del Esla.

## Antiguo canal del Esla

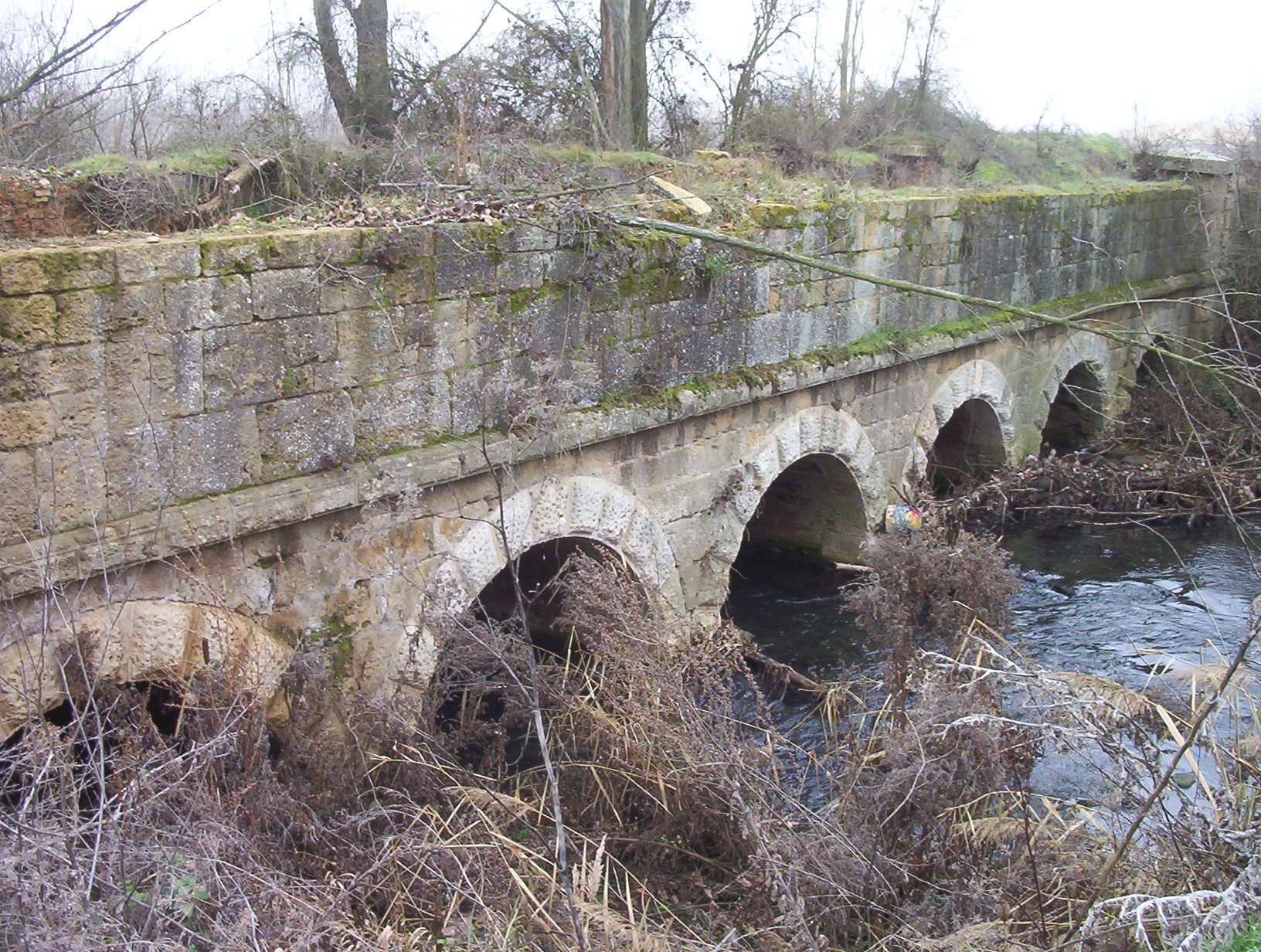
Acueducto abandonado por el que pasaba el antiguo canal del Esla entre Villamañán y Valencia de Don Juan.

Fue llamado oficialmente canal del Príncipe de Asturias, por Decreto dado por su madre la reina Isabel II en 1859, aprobando el proyecto inicial firmado por el ingeniero Dionisio Lago Abad.
Posteriormente adquiriría su concesión la Compañía Ibérica de Riegos (The Iberian Irrigation Company, Limited), que replantearía el proyecto y desarrollaría las obras de construcción que no terminaron hasta 1877. Su ingeniero fue el inglés George Higgin.
El canal del Esla tomaba las aguas del río Esla a la altura de la localidad de Benamariel, y recorría los municipios de Villamañán, Valencia de Don Juan, San Millán de los Caballeros, Villademor de la Vega, Toral de los Guzmanes, Algadefe, Villaquejida, San Cristóbal de Entreviñas, Benavente y Villanueva de Azoague. Su longitud total superaba los 45 km, y sus últimas aguas eran devueltas al río Órbigo.
En su trayecto regaba las tierras de la rica Vega de Toral y además presentaba varios saltos que eran aprovechados industrialmente por molinos harineros o centrales hidroeléctricas.
Algunos tramos de este canal decimonónico todavía se conservan abandonados, contando con algunos puentes, acueductos y edificios. Al cumplirse 150 años del primer proyecto del canal del Esla (1857) en 2007 se realizó un estudio que proponía recuperar el patrimonio de dicha obra y revalorizarlo para su disfrute y conservación futura.

## Nuevo canal del Esla

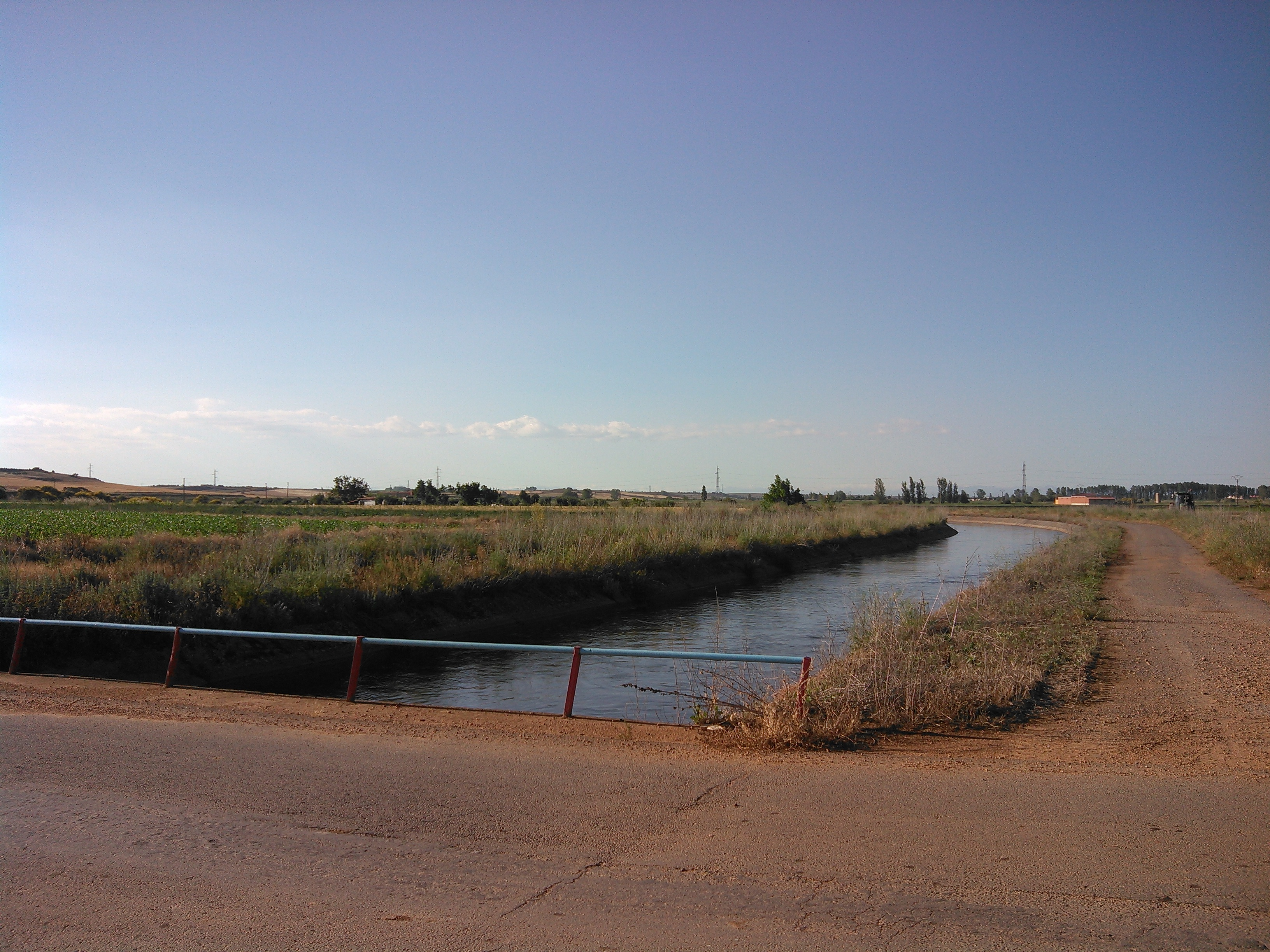
El nuevo canal del Esla a su paso por Villademor de la Vega.

En 1967 la Confederación Hidrográfica del Duero adquirió la concesión del canal del Esla y todos sus elementos a Alejandro Fernández Araoz (propietario desde 1953). Meses después se redactó su reforma y ampliación (ingenieros Mariano Palancar Penella y Enrique Giménez Sánchez), creándose el nuevo canal del Esla, que se conserva en la actualidad.